# Михаил Шатоев
Михаил Константинов Шатоев е български учител, книжовник и революционер, деец на Вътрешната македоно-одринска революционна организация (ВМОРО).

## Биография
Роден е на 15 май 1875 година в Радовиш, тогава в Османската империя, в семейството на Костадин (Константин) Шатоев и Мариго̀ (Мария). Има по-голям брат – Димитър Шатоев, и четири сестри (Елена, Зоя, Пелагия и Кумяния). Вуйчовци му са революционерите Ташо А. Дацов и брат му Михаил Дацов.
Получава основно образование в Радовиш. От 1888 година учи в Българското мъжко четирикласно училище в Скопие. Още като ученик започва да сътрудничи на вестници и списания като цариградското младежко списание „Зорница“. От 1892 година (възможно и от 1891) работи няколко години като учител в различни места из Скопския санджак: Раклиш, Конче (1892/1893, може би и 1893/1894), Иново (1894/1895, 1895/1896).
17-годишен пише книгата „Домашно светило“ (1892), която не успява да публикува; проектира, в сътрудничество с Михаил Максимович, издател в Солун, и Н. Д. Арамиян, собственик на печатница в Цариград, издаването на поредица книжки с название „Тръндафил“ (неосъществено). През май 1893 година е арестуван в Радовиш, след обиск са му иззети книги; след няколко дена е освободен, но книгите не са му върнати. През 1893 година проектира заедно с Иван Хаджиниколов детско списание „Искрица“, за което търси абонати, но идеята не се реализира. През април 1894 година е арестуван по политически причини. Същата година публикува в София книгата си „Избавена или истинска любов“, както и две научнопопулярни статии в списание „Свят“.
През пролетта на 1895 година участва в създаването на местния революционен комитет в Радовиш заедно с брат си Димитър Шатоев, Ташо А. Дацов и брат му Михаил А. Дацов (техни вуйчовци), Христо Попилиев и Кръстю Димчев (Дилчев) от Битоля (тогава главен учител в Радовиш). Броят на членовете бързо нараства и той е изпратен в Щип при Гоце Делчев и Даме Груев, за да донесе революционна литература.
Умира на 22 януари 1939 година в Роман.

## Книги

### Авторски[6]
„Избавена или истинска любов“, 1894, София
„Милка“, 1897, София
„Как да запазим младостта и продължим живота, според известни професори и лекари“, 1905, Станимака, под псевдонима М. К. Драгийски
„Ръководство по аритметика“, 1 изд.1922, София; 2 прераб. и доп. изд. 1927, Роман
„Любовта на ученичката“, 1935, Враца

### Преводи[6]
„Два разказа“ (книга),1902, София, под псевдонима М. К. Драгийски
„Линхард и Гертруда“ от Песталоци
„Женитбата на Жюлиена“ от М. Прево
„Силата на любовта“ от К. Франтаур
„Училищният инспектор“ от К. Трихкович
„Парижките катакомби и комарджийници“ от А. Бувие

### Подготвени за печат
„Без вина виновен“ (повест), „Кръв за кръв“ (разказ), „Когато жената иска“ (комедия в 5 действия), „Красивата туркиня“ (комедия), „Аз любих, но изменника убих“ (роман)